# Associatie van Beeldende Kunstenaars in Suriname
Associatie van Beeldende Kunstenaars in Suriname (ABKS) is een Surinaams kunstenaarscollectief.
De ABKS werd door in Nederland opgeleide Surinaamse kunstenaars rond 1984 opgericht. Leden werken geregeld samen bij de expositie van hun kunstwerken.

## Aangesloten kunstenaars
Hieronder volgt een (incomplete) lijst van aangesloten kunstenaars:
- Reinier Asmoredjo
- Anand Binda
- Pierre Bong A Jan
- Dani Djojoatmo
- Ron Flu
- Soeki Irodikromo
- Sri Irodikromo
- Ardie Setropawiro
- Kim Sontosoemarto
- Jhunry Udenhout
- Leo Wong Loi Sing